# Sherman Cymru
Pour les articles homonymes, voir Sherman.

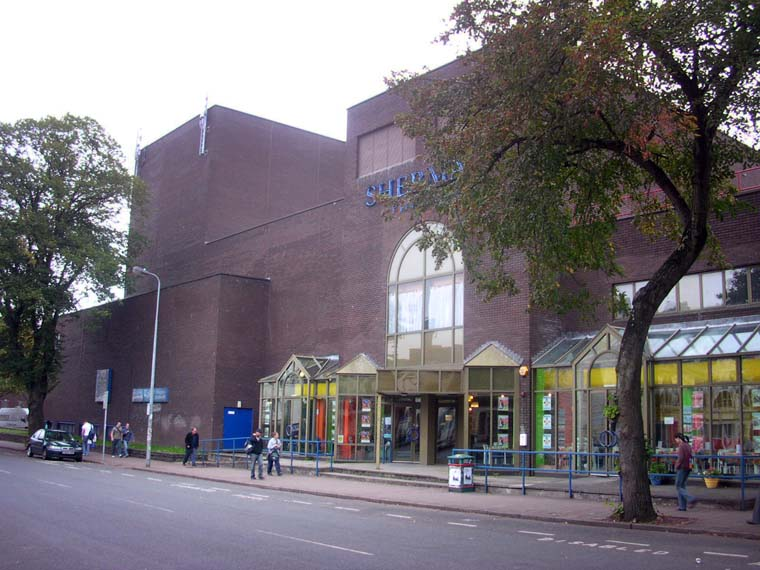
Le Sherman Theatre en 2004, avant sa rénovation en 2010–12.

Le Sherman Theatre (en gallois : Theatr y Sherman) est une salle de spectacle située dans le quartier de Cathays, à Cardiff. Il a été construit en 1973 avec le soutien financier de l'University College Cardiff (aujourd'hui Université de Cardiff). Il a pris le nom de Sherman Cymru entre 2007 et 2016, date à laquelle il est redevenu le Sherman Theatre.
Le théâtre porte le nom des frères Sherman, fondateurs des Sherman's Football Pools, qui ont financé sa construction.

## Histoire
C.W.L. (Bill) Bevan, directeur de l'University College Cardiff (aujourd'hui Université de Cardiff), a créé un groupe de travail et invité Geoffery Axworthy, futur premier directeur du théâtre, à présenter une proposition visant à utiliser un don substantiel (fourni par la fondation Harry & Abe) pour créer un nouveau centre artistique d'importance dans la ville.
Le Sherman Theatre a ouvert ses portes pour la première fois le 3 octobre 1973 avec une projection du Messie sauvage de Ken Russel. Cependant, l'ouverture officielle suivra le 23 novembre 1973, date à laquelle le Duc d'Edinbrugh inaugurera officiellement le théâtre.
De 1990 à 2006, le directeur artistique du Sherman a été Phil Clarke (en). Entre 1993 et 1997, un certain nombre de pièces ont été filmées pour la télévision par HTV sous le titre général de The Sherman Plays. Le directeur artistique actuel du théâtre est Joe Murphy.

## Le bâtiment

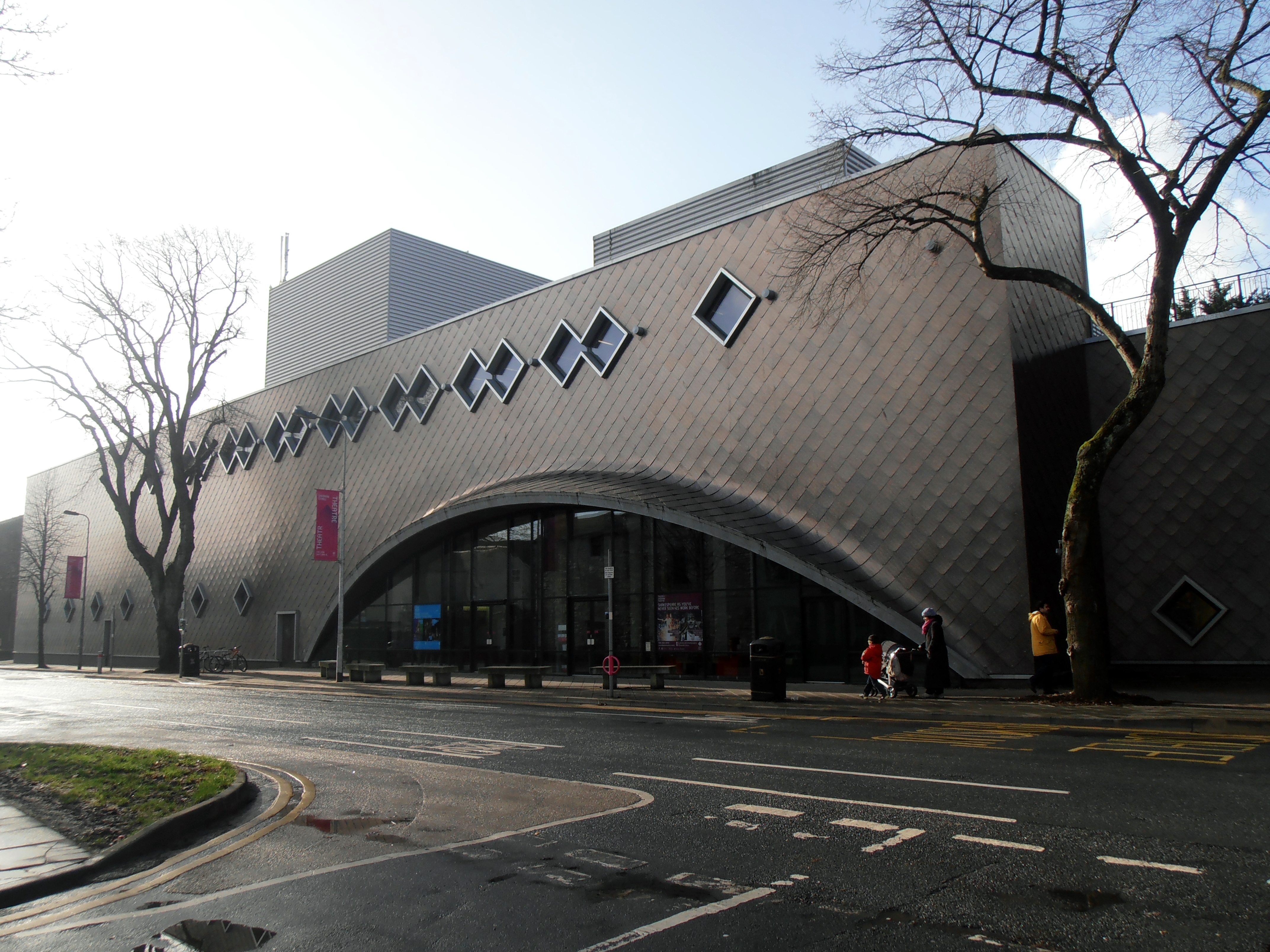
Le théâtre Sherman Cymru en 2014.

Le théâtre a été conçu à l'origine par Alex Gordon and Partners (en), en utilisant la même brique brun foncé que le bâtiment voisin de l'Union des étudiants de l'université de Cardiff (en), et a été achevé en 1973 Il a été modernisé et rénové en 2010-12 par Jonathan Adams (en), réorganisé à l'intérieur et doté d'une nouvelle façade métallique distinctive.
Les locaux comprennent deux espaces de représentation : l'auditorium principal de 452 places, et un studio de 100 places.

## Récompenses
Le Sherman a remporté le Prix du théâtre du Royaume-Uni (en) de la « meilleure nouvelle pièce 2015 », pour Iphigenia à Splott de Gary Owen (en). La performance de Sophie Melville (en) dans cette production a reçu le Prix de The Stage pour l'Excellence du jeu (en) au Edinburgh Fringe Festival en 2015.
La collaboration suivante de Gary Owen et de Rachel O'Riordan (en), Killology, a remporté le prix de la réalisation exceptionnelle d'un théâtre affilié, aux Laurence Olivier Awards en 2018,.
En 2008, le Sherman a remporté le premier prix de l'Edinburgh Fringe Festival et le Prix Herald Angel pour sa pièce itinérante Deep Cut (en), qui mettait en scène les décès réels de quatre aspirants de la caserne militaire de Deepcut (en).
Le Sherman Theatre a remporté le prix du théâtre régional de l'année lors des prix de The Stage en 2018.

## Compagnie résidente
La Sherman Theatre Company et Sgript Cymru ont fusionné en avril 2007 pour former une nouvelle compagnie, appelée Sherman Cymru, basée au Sherman Theatre.

## Directeurs artistiques
- Geoffery Axworthy : 1973-1988
- Mike James : 1988-1989
- Phil Clarke (en) : 1990-2006
- Chris Ricketts : 2006-2014
- Rachel O'Riordan (en) : 2014-2019
- Joe Murphy : 2019-aujourd'hui